# Ред-Девил (аэропорт)
Аэропорт Ред-Девил (англ. Red Devil Airport), (ИАТА: RDV, FAA LID: RDV) — коммерческий гражданский аэропорт, расположенный в 1,85 километрах к северо-западу от центра района Ред-Девил (Аляска), США.

## Операционная деятельность
Аэропорт Ред-Девил занимает площадь в 126 гектар, расположен на высоте 53 метров над уровнем моря и эксплуатирует одну взлётно-посадочную полосу:
- 10/28 размерами 1463 x 23 метров с гравийным покрытием.